# Vasilina Makovtseva
Vasilina Mákovtseva (en ruso: Васили́на Ма́ковцева; 14 de noviembre de 1977 en Turujansk) es una actriz rusa de cine y teatro, reconocida por ser una de las figuras principales del llamado Teatro-Kolyada, donde ha actuado desde el año 2004, y por su papel protagónico en el largometraje Krótkaya (conocido internacionalmente como A Gentle Creature), exhibido en el Festival de Cine de Cannes de 2017.

## Biografía

### Inicios y teatro
Vasilina Mákovtseva nació en Turujansk, en el Krai de Krasnoyarsk, que en su día fue considerada una ciudad de prisioneros políticos. Su abuelo participó en las producciones del teatro provincial como decorador y director, y tocaba varios instrumentos musicales. Su madre trabajaba como cajera en un pequeño aeropuerto local. El padre de Vasilina trabajaba como herrero. En la familia había ocho hijos y todos tenían un carácter creativo: algunos se dedicaron al dibujo, otros a la escritura y otros a la actuación. Vasilina, siguiendo la corriente de su familia, estudió cuatro años para tocar el piano en la Escuela Superior de Artes de Krasnoyarsk.
Se inscribió en el Instituto de Teatro de Ekaterimburgo y se unió al grupo del dramaturgo Kirill Strézhnev. Participó en producciones estudiantiles en el escenario del Teatro Académico de Comedia Musical, apareciendo en reconocidas obras como The Beatles: Lonely Hearts Club, El Rey León y El Secreto del Valor.
En 2003, se graduó del Instituto de Teatro de Ekaterimburgo y se unió al popular teatro Kolyada, manejado por el dramaturgo y actor Nikolái Kolyada (en), donde todavía se desempeña como actriz. Ha interpretado más de treinta papeles, sin contar las producciones infantiles. Con la compañía de teatro ha actuado en muchos festivales internacionales de teatro: Pasajes en Nancy (2009) y Metz (2013), Shakespeare en Gdansk (2011), Bucarest (2012) y Gyula (2018), entre otros. Durante la gira por París de 2010, actuó en el escenario del ilustre Teatro del Odeón.

### Cine
A los 20 años hizo su debut en el cine ruso. En 2016, fue invitada por el director Serguéi Loznitsa para que protagonizara su película Krótkaya, basada en la obra literaria La sumisa de Fiódor Dostoyevski. Conocida internacionalmente como A Gentle Creature, fue exhibida en el Festival de Cine de Cannes en 2017 y recibió aclamación crítica, enfatizando en la convincente actuación de Vasilina.

"La actuación de Vasilina Mákovtseva, de silenciosa desesperación y pasividad, es lo suficientemente ingeniosa como para garantizar, creo, un premio a la mejor actriz".
Ali Naderzad, Screen Comment.

"Puede que me equivoque, pero no creo que Mákovsteva sonría ni una sola vez durante toda la película, y sus expresiones a menudo parecen de alguna manera más viejas que la cara que las interpreta. Su trabajo es apagado y malhumorado, pero también matizado y fascinante, y hay una exactitud en su lenta construcción de la desesperación cuando se da cuenta de que puede estar inmersa en una trampa de la que no hay escapatoria. Lo que realmente te destruye es que ella sigue adelante".
Robbie Collin, The Telegraph.

## Producciones teatrales

### Clásicas
- Cenicienta — Cenicienta

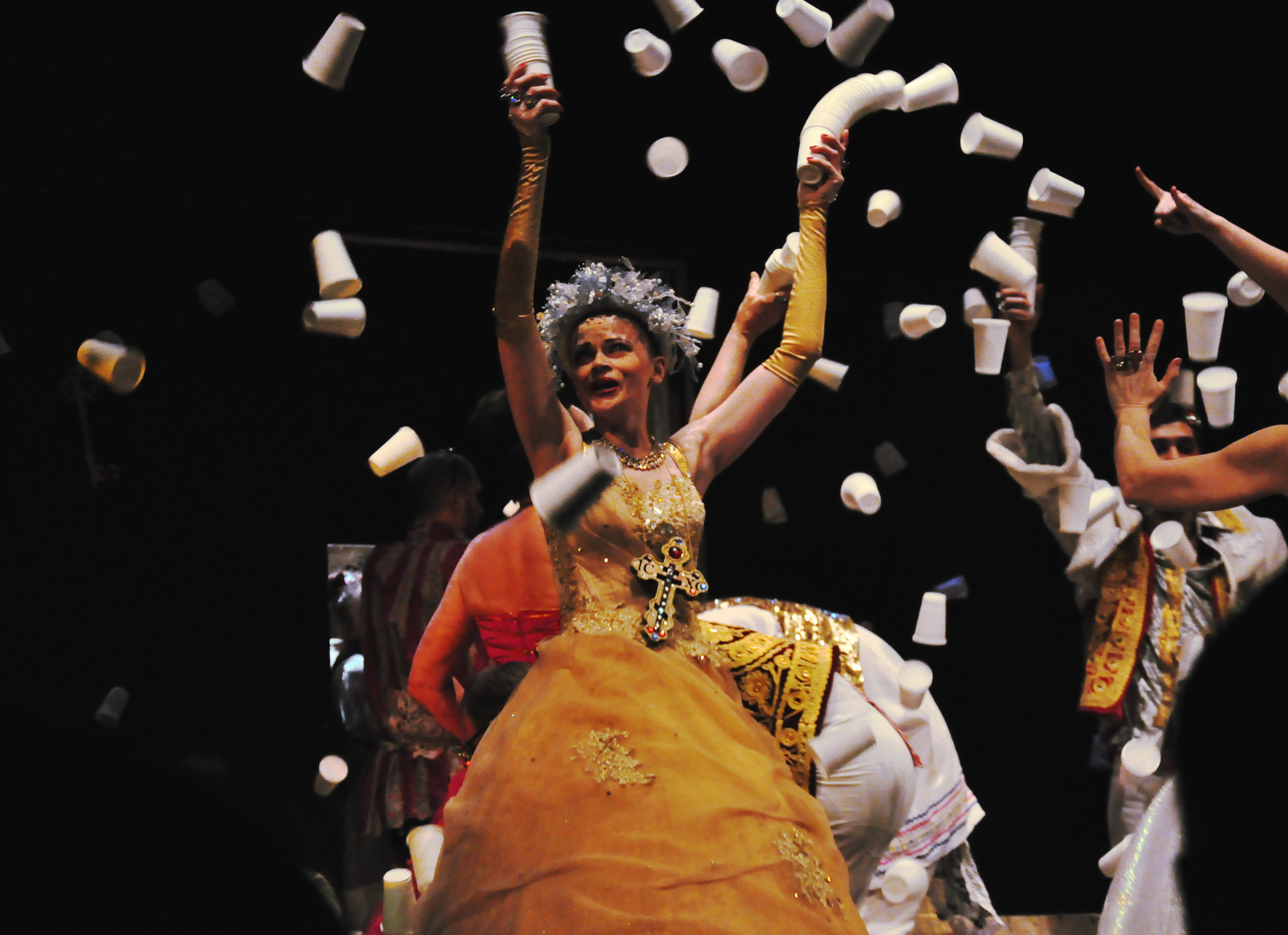
Interpretando a Ranévskaya,
El jardín de los cerezos, de Antón Chéjov, Teatro Kolyada, 2014

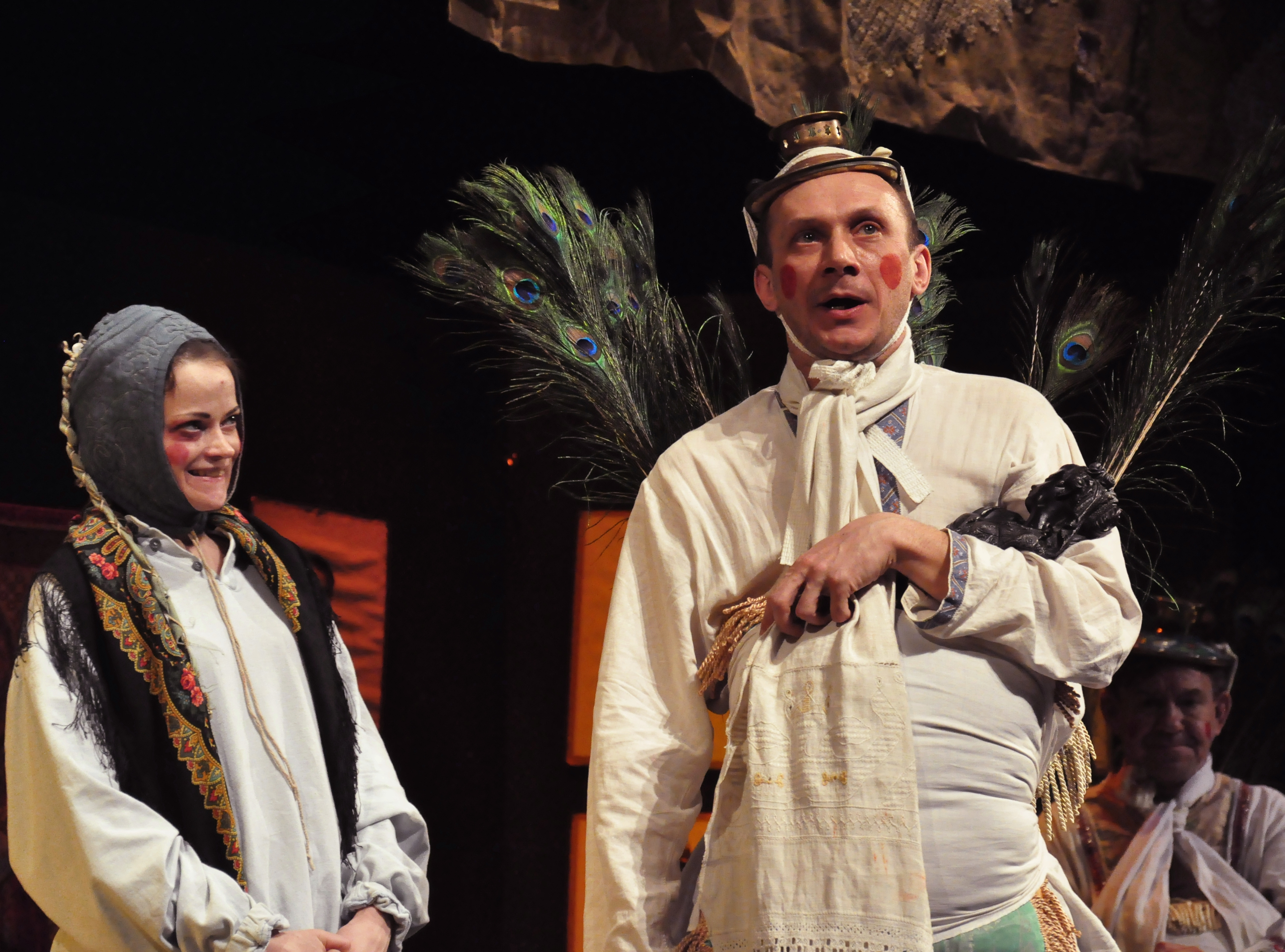
En la obra El casamiento, de Nikolái Gógol, Teatro Kolyada, 2014

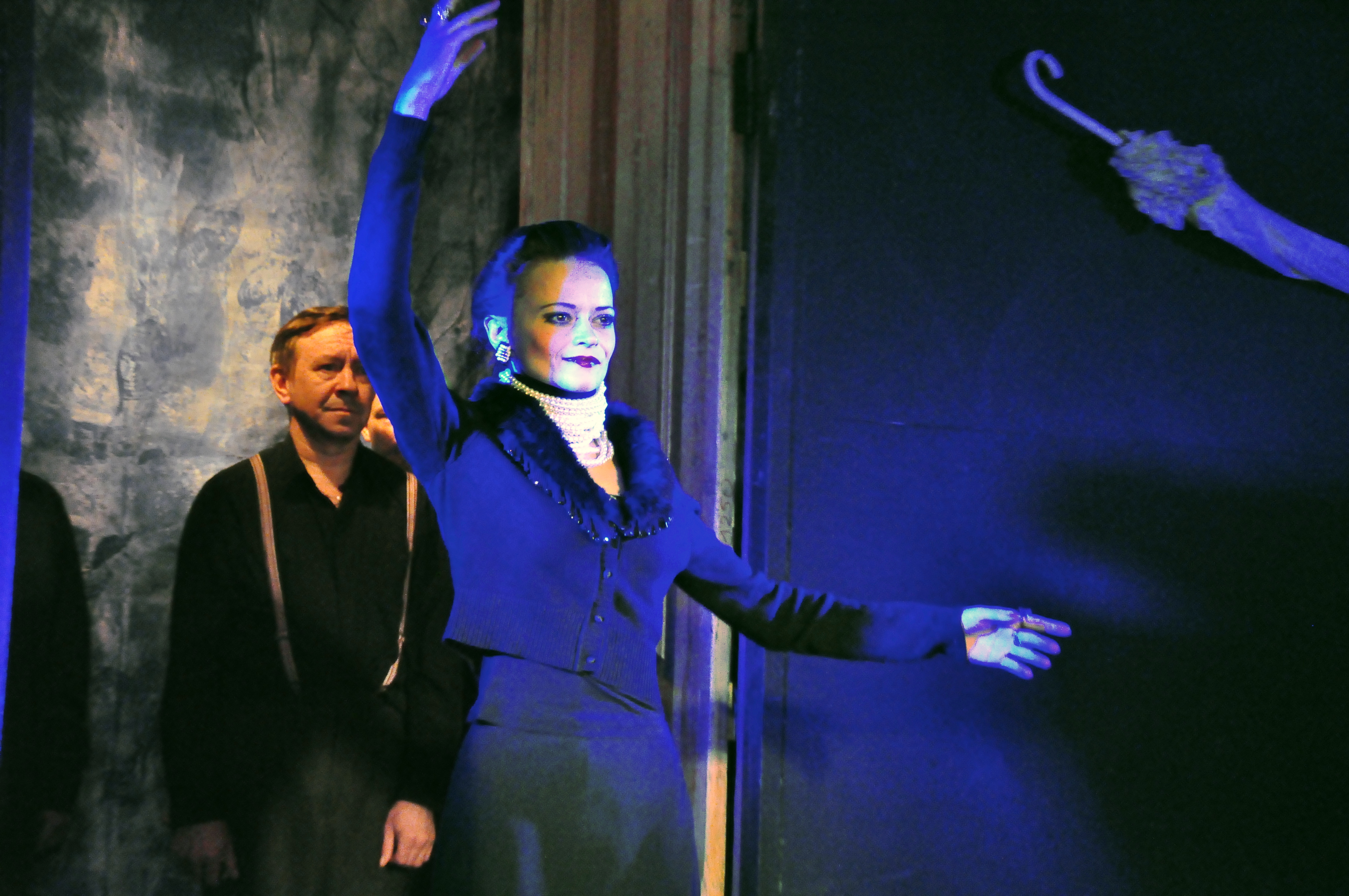
En la obra La gaviota, de Antón Chéjov, Teatro Kolyada, 2017

- El inspector general — María Antónovna
- Hamlet — Ofelia
- El casamiento — Fiokla Ivánovna
- King Lear — Cordelia
- The Nameless Star — Mona
- A Streetcar Named Desire — Blanche DuBois
- El jardín de los cerezos — Ranévskaya
- Borís Godunov — Marina Mniszech
- Masquerade — Nina
- Almas muertas  — Anna Grigórievna
- Richard III — Lady Anne Neville
- Cat on a Hot Tin Roof — Margaret
- La gaviota — Arkádina
- The Forged Coupon — Prostituta
- The Old World Landowners — Yavdoja
- Iván Fiódorovich Shponka y su tío — Natalia Grigórievna
- Tragedia optimista — Comisaria

### Contemporáneas
- Carmen's Alive!
- Madame Rosa
- Phoenix Bird
- Claustrophobia
- Tutankhamun
- Tenderness
- The Surveyor
- The Old Hare
- The Bouquet
- A Hen
- Two Plus Two
- The Front-line Woman
- Baba Chanel
- The Great Soviet Encyclopedia
- We Play Molière
- Grannie
- In This City He Lived And Worked ...
- The Purple Clouds
- The Twelve Chairs
- Mata Hari — Love
- Teach Me to Love
- Calígula
- Nosferatu

## Filmografía
- Delo Bylo v Gavrílovke / Дело было в Гавриловке de Dmitri Astrakhan, Víktor Kóbzev, Vladímir Rubánov, 2007
- Spasite Nashi Dushi / Спасите наши души de Kiril Belévich, 2008
- Vazhnyak / Важняк. Игра навылет de Ilyá Jotinenko, 2011
- 29th Kilometr / 29 километр de Leonid Andrónov, 2012
- Angels of Revolution / Ангелы революции de Aleksey Fedorchenko, 2014
- Krótkaya / Кроткая de Sergei Loznitsa, 2017
- Diario de Asedio / Блокадный дневник de Andréi Záĭtsev, 2020
- Guadaña / Коса de Ígor Voloshin, 2021
- Segundo Sol / Второе солнце de Rinat Tashímov, 2021
- Sol de Asfalto / Асфальтовое солнце de Ilyá Jotinenko, 2021

## Plano personal
Mákovtseva vive en Ekaterimburgo. Está casada con el actor ruso Aleksandr Zamuráiev.